# Olympische Jugend-Sommerspiele 2010/Teilnehmer (Serbien)
| Gelbes Symbol für Goldmedaillen mit stilisierten Olympischen Ringen | Graues Symbol für Silbermedaillen mit stilisierten Olympischen Ringen | Braundes Symbol für Bronzemedaillen mit stilisierten Olympischen Ringen |
| ------------------------------------------------------------------- | --------------------------------------------------------------------- | ----------------------------------------------------------------------- |
| 1                                                                   | 1                                                                     | 1                                                                       |

Die Jugend-Olympiamannschaft aus Serbien für die I. Olympischen Jugend-Sommerspiele vom 14. bis 26. August 2010 in Singapur bestand aus 32 Athleten.

## Athleten nach Sportarten

### Basketball
Jungen
- Saša Avramović
- Nemanja Bezbradica
- Stefan Popovski-Turanjanin
- Marko Radonjić
3×3: Gold

### Judo
| Mädchen - Una Tuba Klasse bis 78 kg: 5. Platz Mixed: 5. Platz (im Team Hamilton) | Jungen - Mateja Glusac Klasse bis 100 kg: 5. Platz Mixed: 5. Platz (im Team New York) |

### Leichtathletik
Mädchen
- Katarina Ilić
400 m: 10. Platz
- Sandra Raicković
Dreisprung: kein gültiger Versuch im Finale

### Radsport
- Jovana Crnogorac
- Lazar Jovanović
- Filip Pavlović
- Aleksa Velicković
Mixed: 27. Platz

### Rudern
| Mädchen - Jovana Arsić Einer: 14. Platz | Jungen - Vuk Matović - Nikola Simović Zweier: 5. Platz |

### Schwimmen
- 4 × 100 m Freistil Mixed: 10. Platz
4 × 100 m Lagen Mixed: 16. Platz

| Mädchen - Katarina Simonović 50 m Freistil: 22. Platz 200 m Freistil: 19. Platz 100 m Schmetterling: 25. Platz - Marija Joksimović 400 m Freistil: 19. Platz | Jungen - Velimir Stjepanović 100 m Freistil: Silber 100 m Schmetterling: Bronze 200 m Schmetterling: 8. Platz - Stefan Šorak 200 m Freistil: 21. Platz 400 m Freistil: 13. Platz |

### Tennis
Mädchen
- Doroteja Erić
Einzel: 25. Platz
Doppel: 1. Runde (mit Anna-Lena Friedsam  Deutschland)

### Volleyball
Jungen
- 4. Platz
- Boris Martinović
- Stefan Vladisavljev
- Dimitrije Pantić
- Milan Katić
- Filip Stoilović
- Nikola Živanović
- Aleksa Brđović
- Aleksandar Filipović
- Ivan Glavinić
- Rasko Jovanović
- Čedomir Stanković
- Sinisa Žarković